# Стрибки у воду на Чемпіонаті світу з водних видів спорту 2015 — змішаний синхронний трамплін, 3 метри
Змагання зі стрибків у воду зі змішаного синхронного триметрового трампліна на Чемпіонаті світу з водних видів спорту 2015 відбулись 2 серпня.

## Результати
Фінал розпочався о 15:00.
| Місце | Країна        | Стрибуни                           | Очки   |
| ----- | ------------- | ---------------------------------- | ------ |
| 1     | Китай         | Ван Хань Ян Хао                    | 339.90 |
| 2     | Канада        | Дженніфер Абель Франсуа Імбо-Дюлак | 317.01 |
| 3     | Італія        | Таня Каньотто Майкол Верцотто      | 315.30 |
| 4     | Австралія     | Грант Нел Меддісон Кіні            | 310.02 |
| 5     | Мексика       | Долорес Ернандес Роммель Пачеко    | 308.40 |
| 6     | Росія         | Марія Полякова Ілля Молчанов       | 306.27 |
| 7     | Малайзія      | Ин Яньї Мухаммад Путех             | 291.42 |
| 8     | Німеччина     | Тімо Бартель Крістіна Вассен       | 287.94 |
| 9     | США           | Абігайл Джонстон Джордан Віндл     | 287.70 |
| 10    | Швейцарія     | Ґійом Дютуа Джессіка Фавр          | 284.34 |
| 11    | Нова Зеландія | Елізабет Кві Лаєм Стоун            | 277.86 |
| 12    | Колумбія      | Діана Пінеда Себастьян Вілья       | 266.22 |
| 13    | Бразилія      | Ян Матос Жуліана Велозу            | 249.60 |